# Stephen Lunsford
Stephen Lunsford (* 25. November 1989 in Sacramento, Kalifornien) ist ein US-amerikanischer Schauspieler.

## Leben
Stephen Lunsford wurde im November 1989 in Sacramento, Kalifornien, geboren. Im Jahr 2012 absolvierte Lunsford die California Institute of the Arts und College of the Canyons in den Bereichen Film und Kino.
Seine Schauspielkarriere begann er 2003 mit einem Gastauftritt in Malcolm mittendrin. Danach war er zwischen 2004 und 2009 in mehreren Fernsehserien, wie Unfabulous, Schatten der Leidenschaft, Zoey 101, Einfach Cory und Desperate Housewives, in Gastrollen zu sehen. Im Jahr 2009 erhielt er seine erste Hauptrolle als Kit Taylor bzw. Adam in der Fernsehserie Kamen Rider: Dragon Knight, die jedoch noch im selben Jahr eingestellt wurde. Bekannt wurde er durch die Rolle des Dink in der ABC-Fernsehserie Private Practice. Dort war er in der dritten und vierten Staffel zu sehen. Danach folgte ein Gastauftritt bei Victorious und in dem Spielfilm Inside the Darkness – Ruhe in Frieden an der Seite von Dennis Quaid und Aimee Teegarden.
2012 ergatterte er in der zweiten Staffel von Teen Wolf die Nebenrolle des Matt Daehler. Als Teo war er Anfang 2013 in zwei Folgen der ABC-Family-Fernsehserie Switched at Birth zu sehen.

## Filmografie (Auswahl)
- 2003: Malcolm mittendrin (Malcolm in the Middle, Fernsehserie, Episode 4x13)
- 2004: Unfabulous (Fernsehserie, 2 Episoden)
- 2005: Blood Deep
- 2005: Schatten der Leidenschaft (The Young and the Restless, Soap, 1 Episode)
- 2006: The Problem with Percival
- 2007: Zoey 101 (Fernsehserie, Episode 3x15)
- 2007: Bratz
- 2007: Einfach Cory (Cory in the House, Fernsehserie, Episode 1x19)
- 2009: Desperate Housewives (Fernsehserie, Episode 5x19)
- 2009: Kamen Rider: Dragon Knight (Fernsehserie, 40 Episoden)
- 2009: Maneater
- 2009–2010: Private Practice (Fernsehserie, 6 Episoden)
- 2011: Victorious (Fernsehserie, Episode 1x19)
- 2011: Inside the Darkness – Ruhe in Frieden (Beneath the Darkness)
- 2012: Teen Wolf (Fernsehserie, 9 Episoden)
- 2013: Switched at Birth (Fernsehserie, 2 Episoden)